# Арне Ліндергольм
Арне Ліндергольм (швед. Arne Linderholm, нар. 22 лютого 1916 — пом. 20 лютого 1986) — шведський футболіст, що грав на позиції півзахисника .

## Клубна кар'єра
У дорослому футболі дебютував 1937 року виступами за команду клубу «Слейпнер», кольори якої захищав протягом наступних чотирьох років.
Помер 20 лютого 1986 року на 70-му році життя.

## Виступи за збірну
1938 року дебютував в офіційних матчах у складі національної збірної Швеції. Протягом кар'єри у національній команді, яка тривала лише один рік, провів у формі головної команди країни 5 матчів.
У складі збірної був учасником чемпіонату світу 1938 року у Франції.